# Flandern-Rundfahrt 1951
Die Flandern-Rundfahrt 1951 war die 35. Austragung der Flandern-Rundfahrt, ein Eintagesrennen im Straßenradsport. Es wurde am 1. April 1951 über eine Distanz von 274 km ausgetragen.
Sieger wurde Fiorenzo Magni, der bereits 1949 und 1950 gewonnen hatte.

## Rennen
Das Rennen startete in Gent und führte über die Anstiege Oude Kwaremont, Kruisberg, Edelareberg und die Muur van Geraardsbergen zum Ziel in Wetteren. Die 196 gestarteten Radrennfahrer schlugen von Beginn an ein hohes Tempo an. Das Rennen war von vielen Attacken einzelner Fahrer geprägt. Im letzten Renndrittel setzte sich Magni ab und fuhr einen großen Vorsprung heraus. Er gewann als Solist. Lediglich 30 Fahrer kamen ins Ziel.

## Ergebnis
|     | Fahrer              | Team               | Zeit              |
| --- | ------------------- | ------------------ | ----------------- |
| 1.  | Fiorenzo Magni      | Ganna              | 7: 43: 03 Stunden |
| 2.  | Bernard Gauthier    | Mercier–Hutchinson | + 5:35 Minuten    |
| 3.  | Attilio Redolfi     | Mercier–A.Leducq   | + 10:32 Minuten   |
| 4.  | Loretto Petrucci    | Taurea             | gl. Zeit          |
| 5.  | Jean Baldassari     | Mercier–Le Greves  | + 11:50 Minuten   |
| 6.  | Rik Van Steenbergen | Mercier–Hutchinson | + 12:30 Minuten   |
| 7.  | Raymond Impanis     | Alcyon–Dunlop      | + 14:08 Minuten   |
| 8.  | André Pieters       | Devos Sport        | + 15:30 Minuten   |
| 9.  | André Declerck      | Bertin             | + 15:50 Minuten   |
| 10. | Valère Ollivier     | Mercier–Hutchinson | + 18:05 Minuten   |